# Бирмингемский университет
Би́рмингемский университе́т (англ. University of Birmingham, лат. Universitas Birminghamiensis) — один из наиболее крупных и престижных университетов Великобритании и мира. Расположен в центральной части города Бирмингем, Англия. Входит в состав элитной группы «Рассел», M5 Universities, а также является главным и самым старым среди «краснокирпичных университетов» Великобритании.
Количество студентов превышает 35 тысяч человек, а площадь главного кампуса 330 га, благодаря чему Бирмингемский университет является самым крупным учебным заведением в центральной Англии.
По состоянию на 2007 год Бирмингемский университет занимает 4 строчку в рейтинге самых востребованных среди абитуриентов университетов Великобритании со средним показателем в 9 человек на место, при том, что бюджетных мест, как и во всех ВУЗах Великобритании, в нём нет. Университет входит в десятку лучших университетов Великобритании и в ТОП-100 в мире.

## История

### Королевский колледж
Самые ранние истоки университета прослеживаются до Королевского колледжа

### Новейшая история
В 1999 году начались переговоры о возможности полной интеграции Астонского университета с Бирмингемским университетом. Это привело бы к тому, что Бирмингемский университет расширился и стал одним из крупнейших университетов Великобритании. Переговоры были остановлены в 2001 году. В то время как руководство Университета Астона поддерживало интеграцию, и персонал был в целом положительным, студенческий союз Астона проголосовал против интеграции два к одному.

## Выдающиеся выпускники и преподаватели
Среди выпускников Бирмингемского университета 8 лауреатов Нобелевской премии и 2 премьер-министра Великобритании.

 Ф. Астон — английский физик, член Лондонского королевского общества (1921), лауреат Нобелевской премии по химии за 1922 год. В 1919 году, сконструировал масс-спектрометр, с помощью которого Астон открыл 213 устойчивых изотопов химических элементов, построил первую кривую упаковочных коэффициентов, характеризующую энергию связи атомных ядер 

 Сэр Уолтер Хоуорс — английский химик-органик и биохимик, член Лондонского королевского общества (1928), лауреат Нобелевской премии по химии 1937 за синтез аскорбиновой кислоты (витамин С). В годы 2-й мировой войны участвовал в разработках, связанных с атомным оружием 

 Лорд Роберт Сесил — ректор Бирмингемского университета (1918—1944), лауреат Нобелевской премии мира 1937 года 

 Сэр Питер Медавар — английский биолог, лауреат Нобелевской премии по физиологии и медицине 1960 за работы по росту и старению организма, его реакциям на пересадки тканей. Член Лондонского королевского общества (1949) 

 М. Уилкинс — биофизик, лауреат Нобелевской премии по физиологии и медицине 1962 «за открытия, касающиеся молекулярной структуры нуклеиновых кислот и их значения для передачи информации в живой материи» 

 Д. Вейн — британский фармаколог, лауреат Нобелевской премии по физиологии и медицине 1982 года за изучение фармакологических свойств аспирина 

 П. Нерс — британский биохимик, лауреат Нобелевской премии в области медицины и физиологии 2001 года, награждённый за открытие регуляции клеточного цикла эукариот циклином и циклин-зависимыми киназами. Президент Королевского общества. Президент Рокфеллеровского университета 

 П. Баллок — участник Межправительственной группы экспертов по изменению климата, ставшей лауреатом Нобелевской премии мира 2007 года за труды в области сохранения почвы и глобального изменения климата
- Н. Чемберлен — 60-й Премьер-министр Великобритании 1937—1940
- С. Болдуин — 55-й, 57-й и 59-й Премьер-министр Великобритании в 1923—1924, 1924—1929 и 1935—1937 годах

Э. Иден, министр иностранных дел Великобритании (1935—1938, 1940—1945), 64-й Премьер-министр Великобритании (1955—1957), занимал пост ректора Бирмингемского университета (1945—1973).

## Интересные факты
- Премьер-министрами Великобритании становились выпускники только пяти университетов — Оксфордского, Кембриджского, Лондонского, Эдинбургского и Бирмингемского.
- В галерее факультета изобразительных искусств университета имеются подлинники[6] работ Ван Гога, Пикассо, Моне, Рубенса, Боттичелли и многих других выдающихся художников.
- Университетская часовая башня «Старый Джо»[англ.] на 4 метра выше «Биг-Бена»[7]. Также она является колокольней. Это самое высокое сооружение Бирмингема с 1908 по 1966 год; самая высокая свободностоящая часовая башня в мире с 1908 г. по н. в.[8]
- Диапазон изучаемых в Бирмингемском университете дисциплин столь велик, что уступает лишь Кембриджскому университету.
- Сэр Астон Уэбб, главный архитектор Бирмингемского университета, был президентом Королевской Академии художеств. Он также создал мемориал в честь Королевы Виктории, который расположен у входа в Букингемский дворец, современный фасад которого тоже построил Уэбб.
- Первая в Великобритании заправочная станция для автомобилей, использующих водород вместо бензина, появилась на территории Бирмингемского университета.
- Среди всех учебных заведений Великобритании только у Бирмингемского университета есть своя железнодорожная станция.
- Бирмингемский университет был первым в Великобритании, куда абитуриенты поступали на равных условиях, вне зависимости от их вероисповедания и социального положения.
- Первое студенческое общежитие для женщин в Великобритании появилось именно в Бирмингемском университете.
- В 1940 году два студента Бирмингемского университета изобрели устройство, способное излучать микроволны, что в дальнейшем привело к разработке радара и бытовой СВЧ печи.
- В Бирмингемском университете еженедельно расходуется более 1 млн фунтов на поддержание зданий и территории[9].
- Бизнес-школа Бирмингемского университета, основанная в 1902 году, является первой в Великобритании.
- В 1858 году Томас Гем и Аугурио Перера изобрели современный теннис в своем доме, который находится недалеко от университета[10].
- В магистратуре Бирмингемского университета учится 80-летний студент[11].
- Университетская библиотека является одной из крупнейших в Великобритании. В ней имеются уникальные издания Библии 1566 года, Шекспира, первые издания работ Чарльза Диккенса. В общей сложности, в библиотеке хранится более 6 млн книг и рукописей, 120 тысяч из которых изданы до XIX века[12][13]. Если сложить все книги из университетской библиотеки друг на друга, получится стопка в 8 раз выше Эвереста и практически достигающая космоса[14].

## Галерея
- Здание экономического факультета
- Университетская обсерватория
- Институт изящных искусств Барбера
- Здание Студенческого Союза
- Здание экономического факультета ночью